# Clavularia venustella
Clavularia venustella is een zachte koraalsoort uit de familie Clavulariidae. De koraalsoort komt uit het geslacht Clavularia. Clavularia venustella werd in 1944 voor het eerst wetenschappelijk beschreven door Madsen. 